# 브리앤 하위
브리앤 하우이(Brianne Howey, 1989년 5월 24일 ~ )는 미국의 배우이다.

## 출연 작품

### 영화
- 리틀 비치스 (2018년)
- 배틀타임트랩: 초시공간여행 (2018년)
- XOXO (2016년)
- 바이러스 (2016년) - 타라 역
- 스트레스를 부르는 그 이름 직장상사 2 (2014년) - 캔디 역

### 텔레비전
- 레드 스케어 (2013) - 오드리 스톤 역
- 아이 리브 위드 모델스 (2015-17) - 스칼렛 역
- 엑소시스트 (2016-17) - 캣 랜스 역
- 더 패시지 (2019) - 쇼나 뱁콕 역
- 돌 페이스 (2019-22) - 앨리슨 B. 역
- 지니 & 조지아 (2021-) - 조지아 밀러 역